# クルト・ビンダー
クルト・ビンダー（Kurt Binder、1944年2月10日 - 2022年9月27日）はオーストリアの物理学者。

## 人物
ニーダーエスターライヒ州のコルノイブルク（Korneuburg）出身。ウィーン工科大学で博士号を取得し、ミュンヘン工科大学で教授資格の認証を受けた。その後ザールラント大学（Saarland University）で教授の職に就いた。ユーリッヒ研究センター（Jülich Research Centre）の固体物理学研究所で責任者を6年間務めたのち、1983年にドイツのマインツ大学で理論物理の教授となり、現在に至る。
彼の専門分野は凝縮系物理学と統計力学である。ビンダーは、統計力学における数値計算のツールとしてモンテカルロ・シミュレーションを発展させた先駆的業績により、最もよく知られている。また彼はこの手法を物理学研究の多くの分野に広める役割を果たした。ビンダーには、相転移から高分子物理学までの幾つもの領域で、重要かつ広く認められた業績がある。,

## 受賞歴
- 1993年 マックス・プランク・メダル
- 2001年 Berni J. Alder CECAM Prize
- 2007年 ボルツマン・メダル